# Musée des Blindés de Lešany
 (juillet 2014).
Si vous disposez d'ouvrages ou d'articles de référence ou si vous connaissez des sites web de qualité traitant du thème abordé ici, merci de compléter l'article en donnant les références utiles à sa vérifiabilité et en les liant à la section « Notes et références ».
Pour les articles homonymes, voir Musée des blindés.
Le musée des Blindés de Lešany (en tchèque : Vojenské technické muzeum Lešany) est un musée d'histoire militaire situé à Lešany, en Tchéquie, à 27 km au sud de Prague. Il dépend de l'Institut d'histoire militaire de Prague (de). Il est consacré à tous les engins militaires de l'ancienne armée tchèque : tanks, artillerie, missiles, transports de troupes. Le musée détient près de sept cents véhicules dont environ deux cents sont présentés au public.

## Présentation
Après la chute du régime communiste, de nombreux matériels d'origine russes furent retirés du service et certains transférés au musée de Lešany ouvert en 1996, sur le site d'un ancien régiment d’artillerie. Peu à peu de nouveaux véhicules tchèques mais aussi étrangers sont acquis par le musée qui s'étend peu à peu. Aujourd'hui l'ensemble des matériels est présenté dans six grands halls fermés consacrés aux véhicules des deux guerres mondiales. Le matériel de la guerre froide est lui présenté en plein air, protégé par des toits. Une salle spéciale est consacrée à la reconstitution d'une bataille de chars entre les forces allemandes et russes. Enfin une quinzaine de véhicules spéciaux sont présentés sur un tarmac, dont des engins lanceurs de missiles ou des batteries anti-aériennes (comme le SA 2).

## Événements
Le dernier weekend du mois d’août a lieu le « Tank Day ». Plusieurs blindés sont sortis des hangars pour une reconstitution historique avec des figurants en uniforme d'époque. Des équipages soviétiques de T-34 ou de T-80U ou allemands avec des Panzer IV ou des Jagdpanzer sont présentés. C'est l'occasion de voir des chars plus modernes comme le Merkava I israélien ou le Leopard I allemand.

## Matériels
L'exposition des matériels est très hétérogène. Les véhicules les plus anciens (Première et Deuxième guerres mondiales) sont en bon état et bien mis en valeur dans des décors reconstitués. Le diorama reconstituant un combat entre chars allemands et soviétiques avec lumières et sonorisations est la plus intéressante présentation du musée. À l'inverse, la présentation des matériels soviétiques de la Guerre froide sous de simples abris est peu qualitative. Les blindés sont serrés les uns contre les autres, certains matériels de collection étant inaccessibles. L'état général de ces chars est médiocre (peinture, rouille, etc.)

### Liens bibliographiques
- Site officiel